# Niva (revista)
Niva (en ruso: Нива) fue una revista literaria editada en San Petersburgo, la más popular del Imperio ruso de fines del siglo XIX. Fue publicada durante 48 años, desde finales de 1869 hasta septiembre de 1918 en la editorial de Adolf Fiódorovich Marx en San Petersburgo.
Se definió en su cabecera como "un semanario ilustrado de literatura, política y vida moderna". Niva fue la primera de las "revistas delgadas", ilustraba semanarios que "contrastaban con las 'revistas de gran tamaño' mensuales más serias e ideológicamente enfocadas destinadas al lector educado".

## Historia
Fue fundado por Adolf Marks, un inmigrante alemán que vio que Rusia "carecía de revistas de interés general a precios moderados. Tenía la intención de que Niva fuera una revista familiar políticamente neutral, pero el periódico pronto superó su propósito original y se convirtió en un vehículo ambicioso para la difusión de buena literatura en las provincias. Fue leído por una audiencia que se extendió desde los maestros de primaria, los párrocos rurales y la clase media urbana hasta la nobleza".

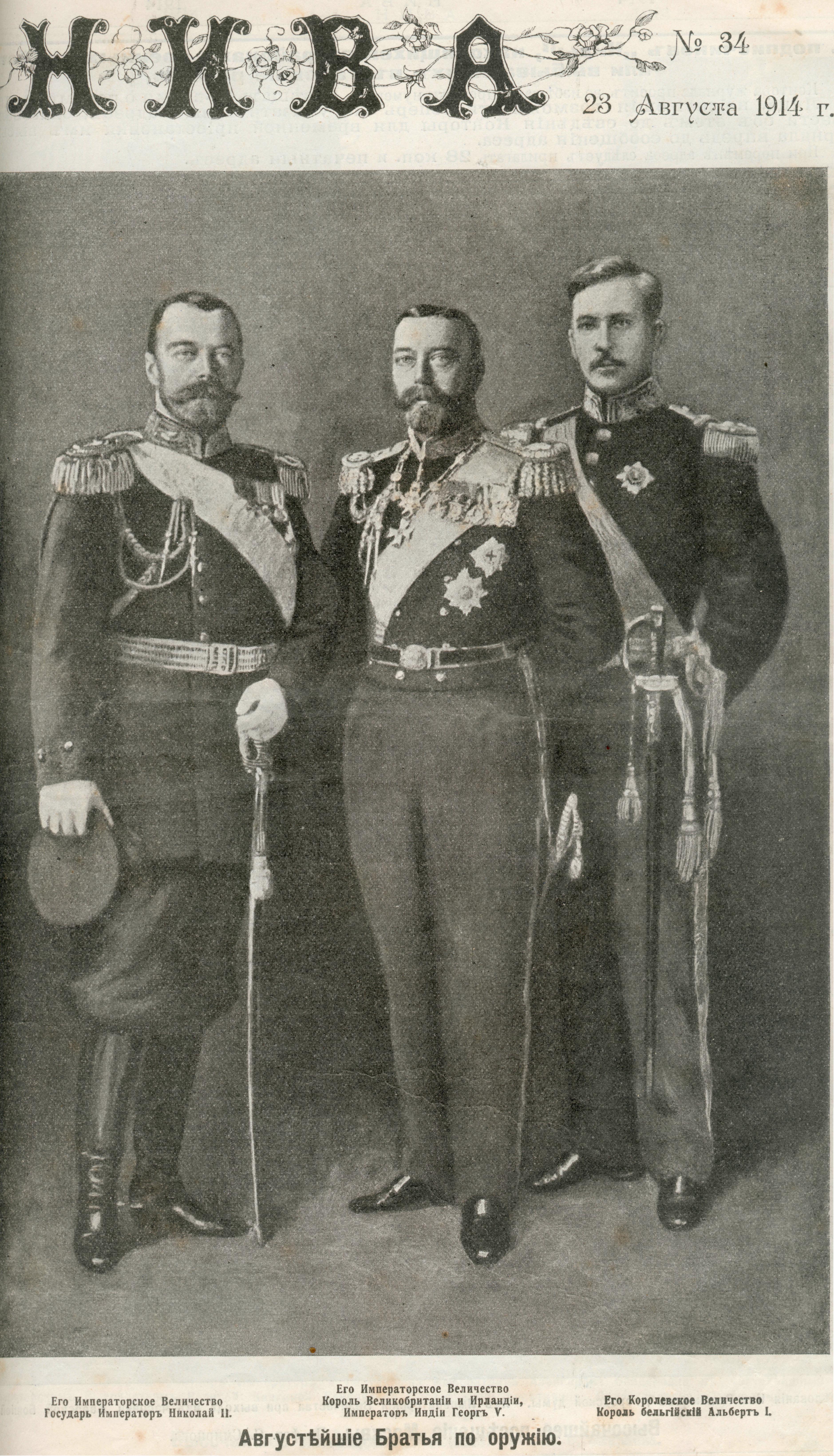
Portada del 23 de julio de 1914, días antes del comienzo de la Primera Guerra Mundial; aparecen el zar Nicolás II (izq.), el rey Jorge V del Reino Unido (centro) y el rey Albert I de Bélgica (dcha.)

Una de sus características más populares fue la prima de bonificación ofrecida como incentivo para suscribirse; al principio, estos consistían en grandes impresiones en color de arte en estilo tradicional de artistas como Konstantín Makovski. Posteriormente se agregaron suplementos de ciencia y literatura, así como una sección para niños; a finales de siglo, la prima más importante eran las obras recopiladas de autores clásicos rusos: "Para 1912, los suscriptores de Niva habían recibido gran parte de lo mejor de la literatura rusa, incluidas las obras de Nikolái Gógol, Mijaíl Lérmontov, Iván Goncharov, Fiódor Dostoyevski, Iván Turguénev, Nikolái Leskov, Antón Chéjov y otros". Una suscripción anual a la revista en la década de 1900, con todos sus suplementos, era considerablemente barata para los medios impresos del momento: en San Petersburgo era de 5,50 rublos al año, en Moscú 6,25; en Odessa 6,50; en el resto de Rusia 7 rublos y en el extranjero 10 rublos.
En su autobiografía, Maksim Gorki dice que sus empleadores a principios de la década de 1880 se suscribieron a Niva "por los patrones recortados y las ofertas de premios; pero nunca lo leyeron"; él mismo, sin embargo, estaba cautivado por los volúmenes que sacaba de debajo de su cama y leía de noche: "Las imágenes y sus subtítulos... pusieron en mi conocimiento un mundo que se ampliaba todos los días, un mundo espléndido como las ciudades de romance. Me trajeron vistas de altos picos y hermosas playas. La vida desveló sus maravillas; la tierra se volvió más encantadora, salpicada de ciudades y cargada de tesoros".
Niva tuvo un gran éxito; comenzando con 9 000 lectores en su primer año, a principios del siglo XX tenía una circulación de más de 200 000. Su oficina editorial estaba en la calle 22 Malaya Morskaya. Era una gran publicación, casi del tamaño de un periódico sensacionalista; en 1900 un ejemplar típico tenía 24 páginas. La mayor parte del texto consistía en ficción serializada de escritores respetados; también hubo breves noticias e informes deportivos, ensayos etnográficos y notas sobre ciencia y tecnología, así como información sobre todos los aspectos de la vida de la ciudad. Sus editores incluyeron a Viktor Klyushnikov (1870 a 1892, con interrupciones), Dmitry Stakheev (1875-1877), Fedor Berg (1878-1887), Mikhail Volkonsky (1892-1894), Alexei Tikhonov-Lugovoi (1895-1897), Rostislav Sementkovsky (1897-1904) y Valerian Ivchenko-Svetlov (1910-1916).
Entre sus contribuyentes a lo largo de los años estaban A. K. Tolstói, Fiódor Tiútchev, Lev Tolstói (su novela Resurrección fue originalmente serializada en Niva), Nikolái Leskov, Grigori Danilevski, Afanasi Fet, Antón Chéjov, Maksim Gorki, Vladímir Soloviov, Aleksandr Blok, Sergei Yesenin, Kornéi Chukovski, Iván Bunin, Ósip Mandelshtam, Anna Ajmátova, Nikolái Gumiliov, Valeri Briúsov, Dmitri Merezhkovski, Gueorgui Ivanov, Konstantín Balmont, Mijaíl Kuzmín, Fiódor Sologub, Teffi, Aleksandr Grin e Ilya Ehrenburg, entre muchos otros.
Después de la muerte de Marx en 1904, Niva fue publicada por la AF Marx Publishing and Printing Company, que fue comprada por el empresario literario Ivan Sytin en 1916. Continuó siendo popular después de la Revolución de Octubre, especialmente en las provincias (en las capitales fue objeto de bromas frecuentes por parte de los sofisticados), pero fue cerrado por los bolcheviques en septiembre de 1918.